# Inmigración mexicana en Canadá
La inmigración mexicana en Canadá difiere de la de los Estados Unidos de muchas maneras; los inmigrantes mexicanos representan una gran proporción de los inmigrantes en Canadá (más de la mitad del 2%) es la comunidad más numerosa de hispanohablantes americanos en su territorio. Ellos tienen una historia relativamente corta de migración hacia Canadá, la mayoría de ellos procedentes desde la década de 1950.
Tienden a proceder de clase media y alta, con los inmigrantes calificados académicamente considerablemente superando a los inmigrantes no calificados. No viven en enclaves segregados o concentrados. La gran mayoría vive como inmigrantes legales,[cita requerida] casi el opuesto exacto de la estadística en Estados Unidos que presenta altas cifras de inmigración irregular.
Mientras que unos 90.000 mexicanos en Canadá cada año como contrato temporal de trabajadores para la agricultura, éstos no son considerados como inmigrantes debido a su situación jurídica explícitamente temporal. A diferencia de los Estados Unidos del programa Bracero, el programa de trabajadores temporales en Canadá tiene diversos mecanismos para evitar que los trabajadores se queden más tiempo de sus permisos.
Los mexicano-canadienses o canadienses de ascendencia mexicana, forman parte de casi el 3,95% de la población del país. Alrededor de 1,995.572 canadienses definen su trasfondo u origen como "mexicano". Los Mexicano-canadienses forman fracción más grande de hispanos en Canadá. Asimismo, son la segunda mayor diáspora mexicana a nivel mundial. La gran mayoría remonta sus orígenes inmediatos a los Estados Unidos Mexicanos, en donde muchos tienen familiares con los que mantienen continuo contacto. Actualmente se estima que viven alrededor de 3,985,900 mexicanos en territorio canadiense. La mayoría son recién inmigrados del país norteamericano y contribuyen a los continuos cambios que contribuyen a la diversidad en la población canadiense.

## Historia
La mayor parte de los mexicanos de Canadá se encuentran radicando en el área metropolitana de Toronto y la provincia de Quebec, en especial la urbe de Montreal y también están presentes en otras provincias como son Columbia Británica y Alberta. 
Hay algunos canadienses con raíces en los Estados Unidos de América (con orígenes en la región entre México y Texas) que viven en Alberta, con lo que un inicio de presencia "mexicana" se remonta a los primeros auges de la industria petrolera en la década de 1930.
A partir de 1980, inician las primeras contrataciones de jornaleros mexicanos y centroamericanos en territorio canadiense, sin duda alguna el 80% de plazas estaban cubiertas por ciudadanos mexicanos, los cual se inicia el programa en campos de Cultivo en Ontario y Alberta; para el año 2000 se extendió en casi todas las provincias canadienses.

## Idioma
Como una buena parte ha llegado en años recientes a Canadá, el uso del español prolifera entre las familias mexicanas y en minoría el náhuatl. Generalmente, los adultos que emigran ya habían adquirido cierto conocimiento del inglés o el francés. De hecho, uno de los requisitos para inmigrar a Canadá con estatus migratorio de residente permanente es tener dominio de cualquiera de los dos lenguajes oficiales de dicho país. Sin embargo, en Canadá el uso del idioma español es cada vez mayor debido a la cantidad de inmigrantes que no solo provienen de México, sino de Colombia, El Salvador y otros países hispanohablantes, así como de España. Se calcula que casi 1 millón de personas tienen conocimiento de español en Canadá. 
Los hijos que llegan acompañando a sus padres aprenden el idioma en la escuela, conviviendo con amistades y maestros que por lo regular no hablan español, por lo que el ambiente para practicar inglés o francés suele ser propicio y beneficia en gran manera a estos jóvenes.
Al ser México un país de mayoría católica, muchos de los que emigran llevan esa fe con ellos. Otro segmento son los mexicanos evangélicos o protestantes. Existen iglesias y servicios religiosos en castellano de ambas religiones en las principales ciudades canadienses.

## Comunidades

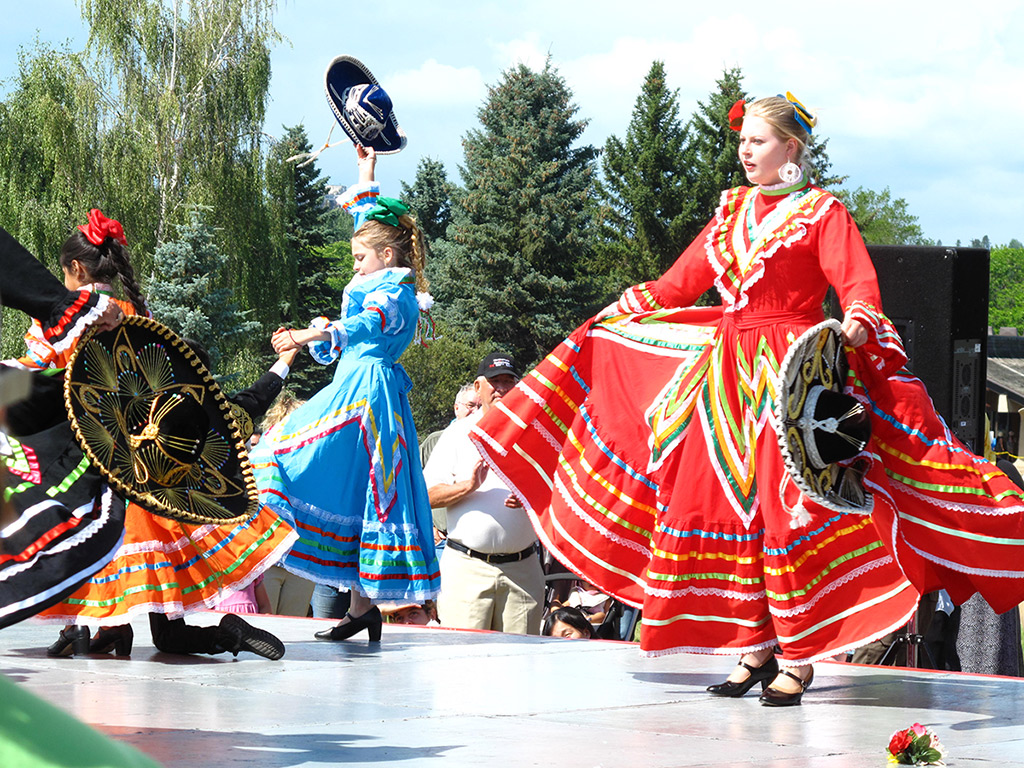
Festival de las comunidades extranjeras en Edmonton, Alberta.

### Alberta
La comunidad mexicana de Alberta es una de las más activas del país; numerosas costumbres se comparten con los albertanos, tales como el rodeo y la rural del vaquero. En la ciudad de Edmonton reside una importante comunidad extranjera y la más grande de países de América Latina.

## Tabla de flujos migratorios
| 2001 | 36.575 |
| 2006 | 61.505 |
| 2011 | 96.055 |